# Museiverket

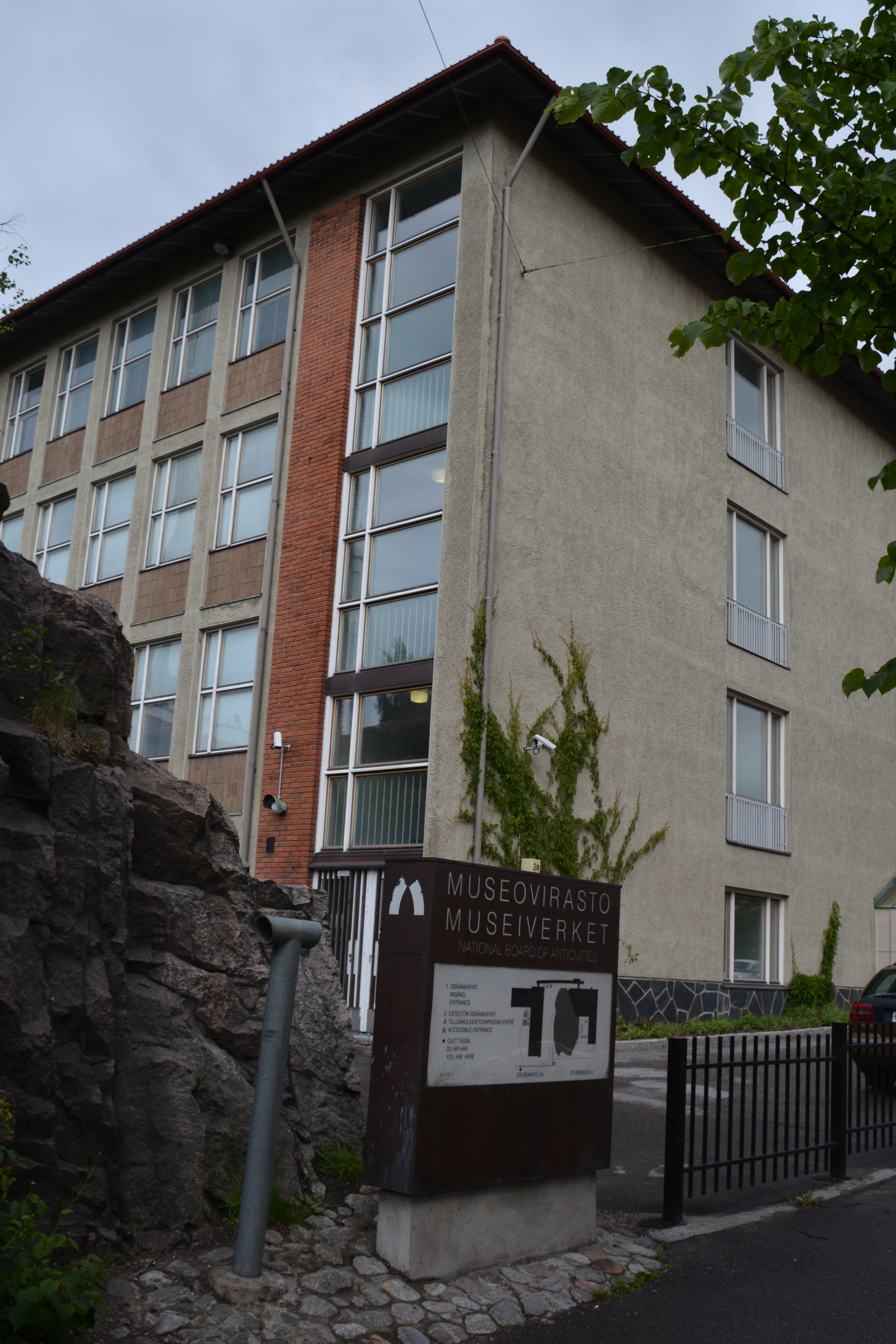
Museiverket

Museiverket (finska: Museovirasto) är en finländsk myndighet som skyddar den finländska kulturmiljön, byggnadsarvet, fornlämningar och kulturhistoriskt viktiga föremål tillsammans med andra myndigheter. Många museer i Finland administreras av Museiverket, till exempel Finlands nationalmuseum. 
Museiverket består av allmän avdelning, forskningsavdelning (arbetar uppdelad på etnologiska, arkeologiska, historiska och marinarkeologiska byrån), byggnadshistorisk avdelning och som fjärde avdelning Finlands nationalmuseum.
Statsarkeolog är ämbetstiteln för museiverkets chef, dess generaldirektör.

## Historik
Finlands första statliga organ som övervakade bevarandet av fornminnen inrättades 1884. Det var fråga om Arkeologiska byrån, som senare fick namnet Arkeologiska kommissionen. Denna ombildades 1972 till Museiverket. 

## Chefer
- Johan Reinhold Aspelin 1885–1915
- Hjalmar Appelgren-Kivalo 1915–1926
- Julius Ailio (tillförordnad) 1926–1927, 1928–1929
- Uuno Sirelius (tillförordnad) 1927–1928
- Juhani Rinne 1929–1935
- Carl Axel Nordman 1935–1959
- Nils Cleve 1959–1971
- Carl Jacob Gardberg 1972–1993
- Henrik Lilius 1993–2003
- Paula Purhonen 2003–2009
- Juhani Kostet 2010[1]–2019
- Tiina Merisalo 2020–